# Popeye Village

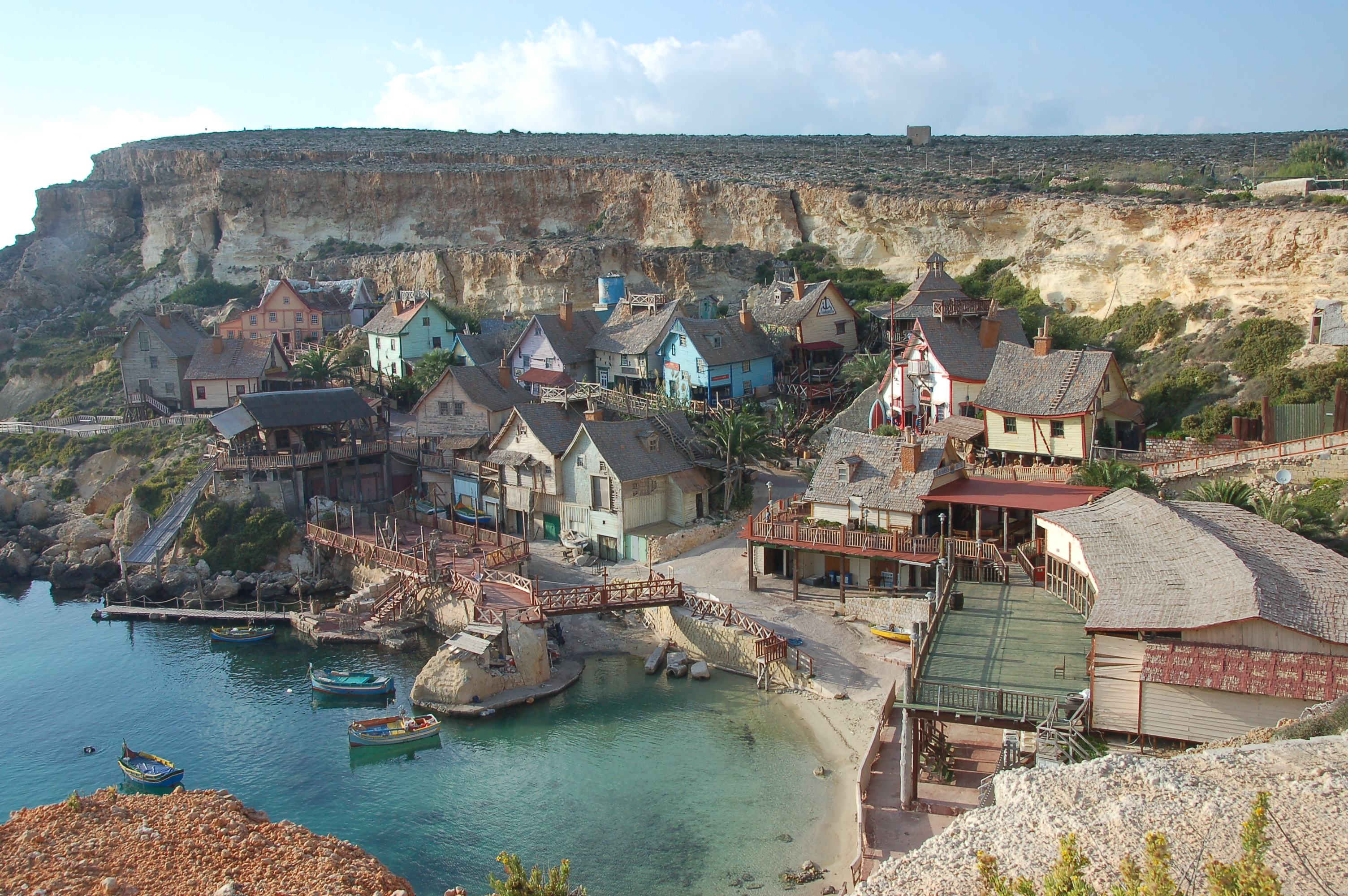
Vista da Popeye Village

Popeye Village, também conhecido por Popeye Village Fun Park ou Sweethaven Village,é um parque temático localizado na baia Anchor (Anchor Bay), que por sua vez, faz parte do povoado maltês de Mellieħa. O parque tem como tema principal o ambiente em que vive o Popeye e toda a sua turma (Olívia Palito, o Brutus e outros). O personagem, inicialmente de tira de jornal, foi criado pelo cartunista E. C. Segar em 1929 e tornou-se famoso mundialmente quando passou a ter a sua própria tira diária e mais tarde desenho animado.

## História
O parque temático Popeye é composto de casas e edificações rústicas de madeira e representa a localidade fictícia de Sweethaven, uma vila portuária da década de 1930. Sua construção foi iniciada em meados de 1979 e financiada com recursos da Paramount Pictures e da The Walt Disney Company para ser o set de filmagens do longa metragem Popeye, filme que foi dirigido por Robert Altman e protagonizado por Robin Williams no papel do personagem título.
Após o fim das filmagens e o fracasso do longa nas bilheterias, os estúdios decidiram desmontar o cenário, porém, houve uma mobilização dos habitantes da localidade pela permanência definitiva da vila. Com o consentimento da Paramount e Walt Disney, o governo local realizou obras para receber lojas e restaurantes e o local foi inaugurado como um museu a céu aberto. Com o passar do tempo, atrações foram incorporadas, tornando-se num parque e numa das principais atrações turística do país na atualidade.

## Atrações
O parque é aberto ao público nos sete dias da semana e fica fechado somente no mês de dezembro, quando é inverno na região. Além de contar com o próprio ambiente temático, possui um museu e casas/museus que conservam itens e adereços originais usado nas filmagem. Também há shows e passeios turísticos pela baia e região. Outros itens do complexo são: restaurantes, lojas e um cinema que apresenta, a todos os visitantes, um documentário sobre a construção da vila e bastidores do filme.
Os shows interativos e rotineiros são:
- Puppet Show - apresentando cinco personagens de Popeye e o Mestre de Fantoches. A história é totalmente interativa com as crianças da platéia.
- Fígaro - o barbeiro de Sweethaven cria seus penteados milagrosos e artísticos enquanto canta alegremente músicas clássicas.
- Jerry Sprinjer Show - performance de uma investigação do antigo segredo de Sweethaven. Dois "guarda-costas" são escolhidos no publico e os espectadores tem a chance de fazer perguntas para descobrir a conclusão da história.
- Popeye e seus amigos - um jogo com danças e com a presença de cantores famosos e não tão famosos. O show traz todos os personagens Popeye ao palco.
- Doutora Graves - a doutora Graves escolhe um membro do público para ajudar no seu experimento.

## Galeria de imagens

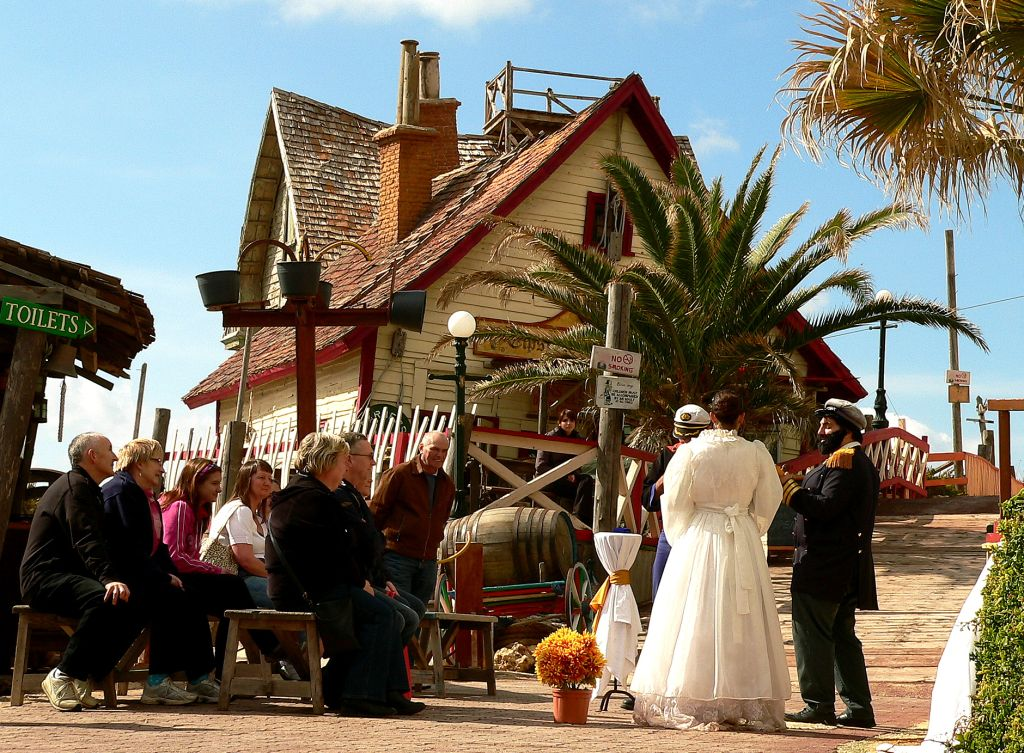
Apresentação cênica do casamento de Popeye com Olívia Palito - I
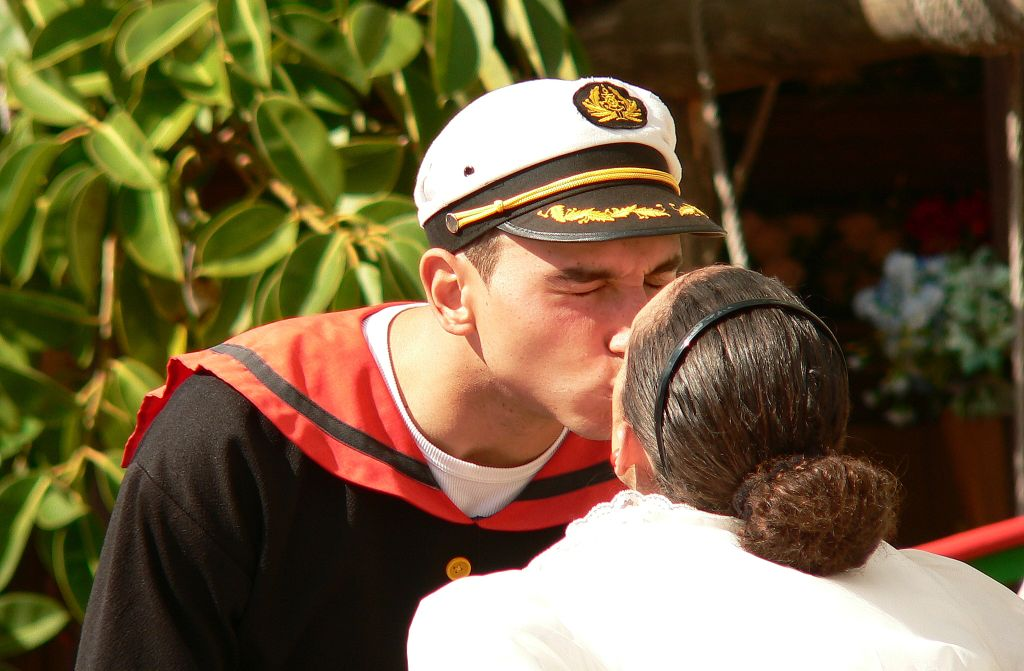
Apresentação cênica do casamento de Popeye com Olívia Palito - II
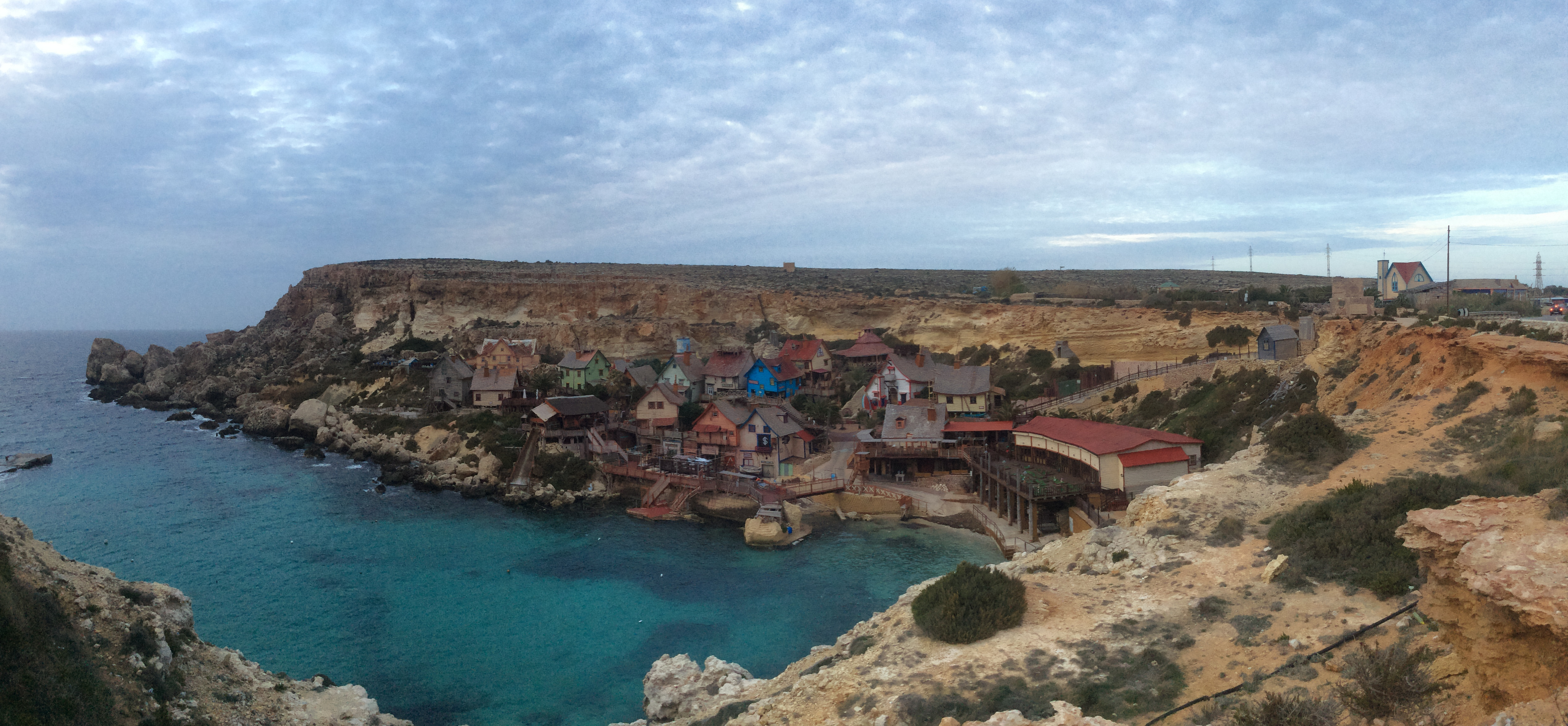
Vista ampla do parque encravado na baia Anchor
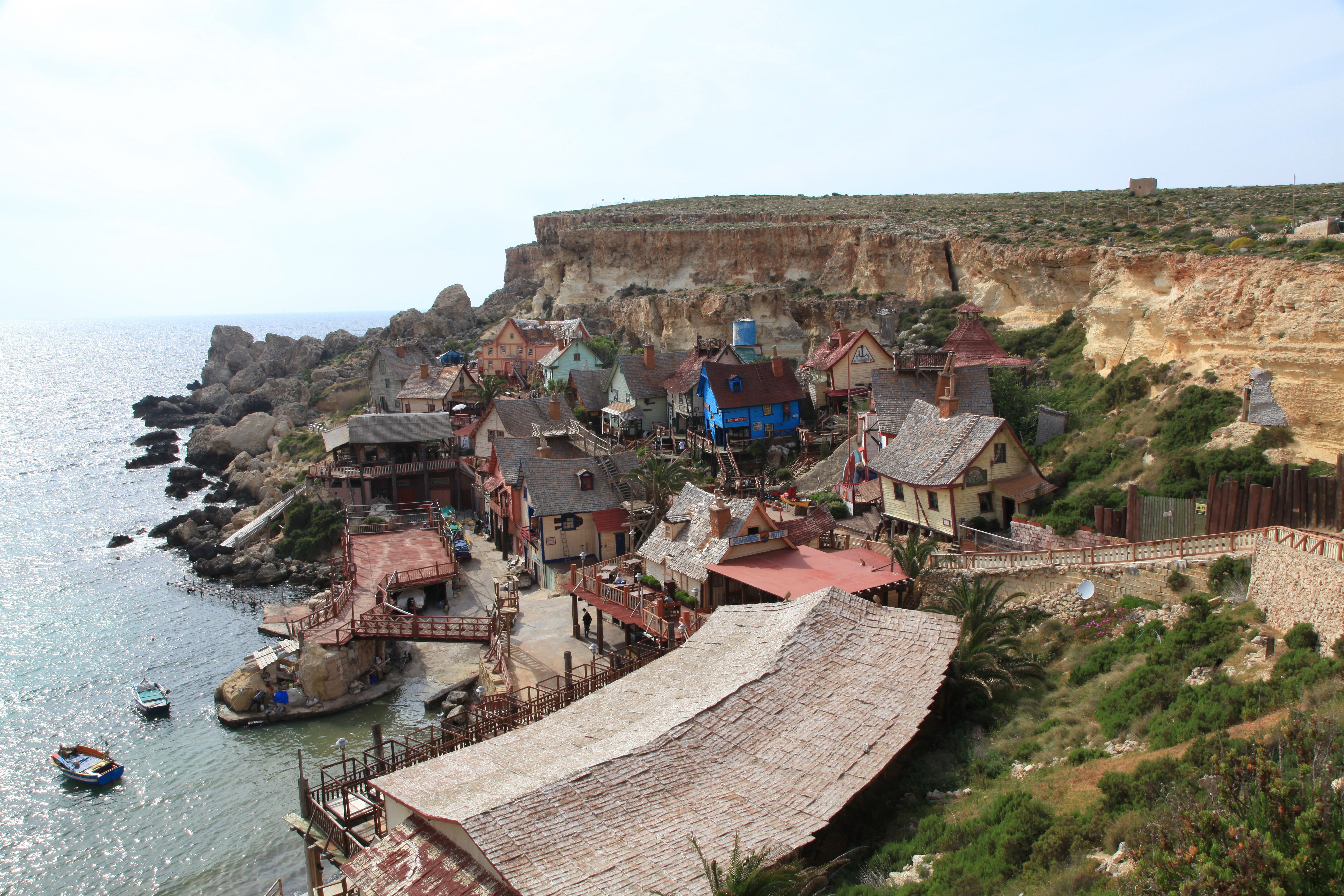
Vista do parque
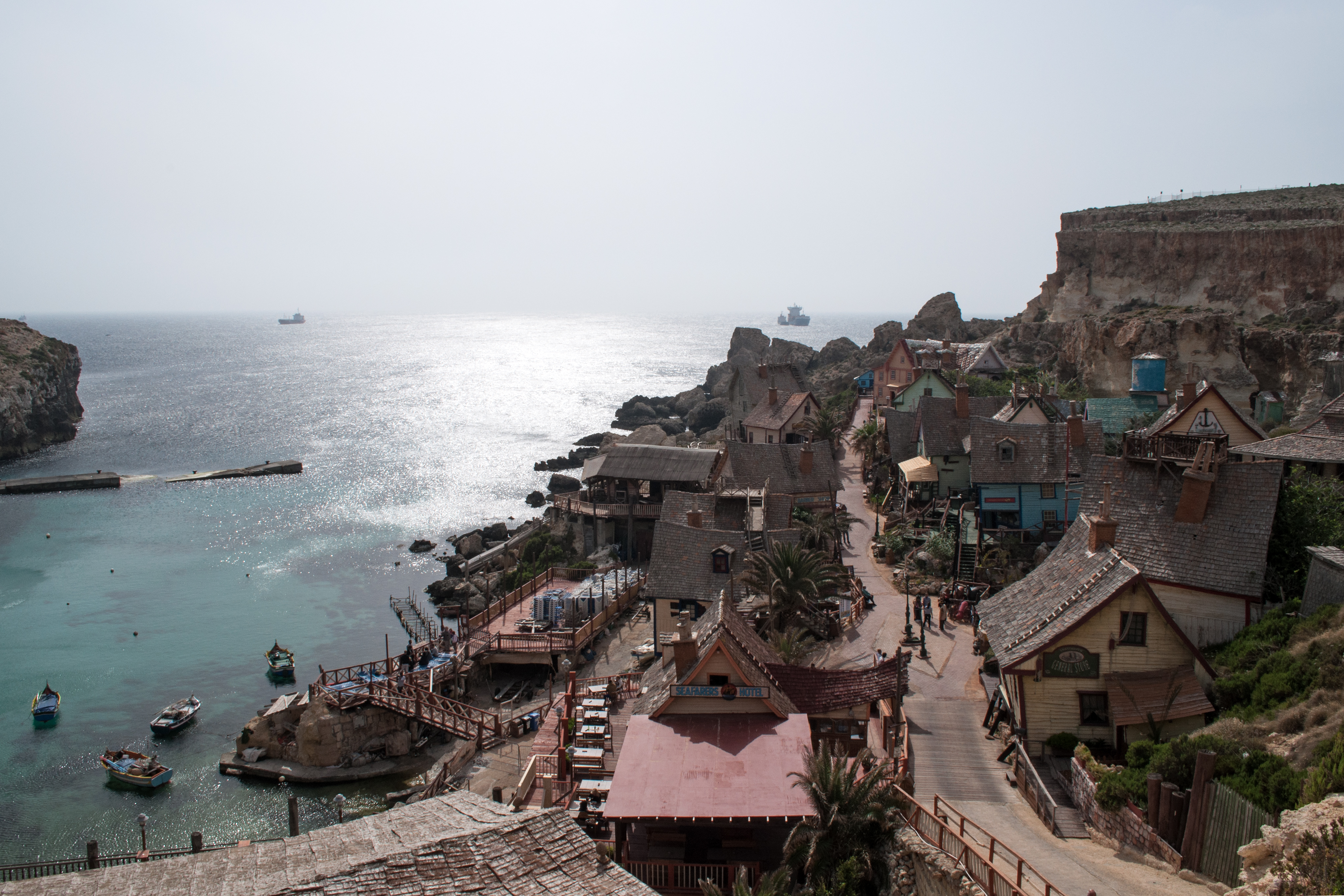
Vista ampla do parque e baia